# Церварица
Церварица (болг. Църварица) — село в Болгарии. Находится в Кюстендилской области, входит в общину Невестино. Население составляет 58 человек.

## Политическая ситуация
Церварица подчиняется непосредственно общине и не имеет своего кмета.
Кмет (мэр) общины Невестино — Димитр Иванов Стаменков (независимый) по результатам выборов в правление общины.